# Colletes bombiformis
Colletes bombiformis là một loài Hymenoptera trong họ Colletidae. Loài này được Metz mô tả khoa học năm 1910.